# Rajpur
Rajpur is een nagar panchayat (plaats) in het district Barwani van de Indiase staat Madhya Pradesh. 

## Demografie
Volgens de Indiase volkstelling van 2001 wonen er 17.913 mensen in Rajpur, waarvan 51% mannelijk en 49% vrouwelijk is. De plaats heeft een alfabetiseringsgraad van 59%. 

## Geboren
- Abdul Waheed Khan (1936-2022), hockeyspeler